# Lijst van voetbalinterlands Chili - Panama (vrouwen)
Deze lijst van voetbalinterlands is een overzicht van alle officiële voetbalinterlands tussen de nationale vrouwenteams van Chili en Panama. De landen hebben tot nu toe twee keer tegen elkaar gespeeld.

## Wedstrijden
| № | Plaats   | Datum           | Competitie        | Wedstrijd      | Uitslag |
| - | -------- | --------------- | ----------------- | -------------- | ------- |
| 1 | Santiago | 3 februari 2023 | Vriendschappelijk | Chili − Panama | 1 − 3   |
| 2 | Santiago | 5 februari 2023 | Vriendschappelijk | Chili − Panama | 4 − 0   |

## Samenvatting
| Competitie        | Totaal gespeeld | Winst Chili | Gelijk | Winst Panama | Doelsaldo Chili – Panama |
| ----------------- | --------------- | ----------- | ------ | ------------ | ------------------------ |
| Vriendschappelijk | 2               | 1           | 0      | 1            | 5 − 3                    |
| Totaal            | 2               | 1           | 0      | 1            | 5 − 3                    |